# 史蒂芬·沃特
史蒂芬·蓋伊·沃特（英語：Stephen Guy Vogt，1984年11月1日—），為美國職棒大聯盟的捕手。先前曾效力於光芒、釀酒人、巨人、響尾蛇、勇士與運動家等隊。他曾於2015年和2016年入選明星賽，並在2023年球季效力於西雅圖水手擔任教練一職。該年11月6日，克里夫蘭守護者宣布聘任其擔任該隊總教練一職。

## 職業生涯

### 坦帕灣光芒
2007年美國職棒大聯盟選秀，光芒隊在第12輪365順位選進沃特。
2007年，他在低階1A，打擊率3成。2008年，他在1A出賽113場，打擊率2成91。2009年因傷報銷。2010年在高階1A出賽106場，打擊率3成45。
2011年，沃特受邀參加春訓，他出賽9場，打擊率4成44。該年他在2A出賽97場，打擊率3成01，因此他被升上3A。他在3A出賽31場，打擊率2成90。
2012年4月6日，沃特登上大聯盟。他首打席以代打身分遭到大衛·羅伯森三振。他被下放到3A後，打擊率2成72，9轟43分打點。然而他在2012年，25個打席卻打不出大聯盟首安。

### 奧克蘭運動家
2013年4月5日，沃特被交易至運動家隊。運動家隊也將Dan Otero給指定派遣，打空缺留給沃特。 6月23日，沃特擊出大聯盟首安，同時也是大聯盟首轟。該年他出賽43場，打擊率2成52，4轟16分打點。
2013年美國聯盟分區賽第2場，老虎和運動家兩隊打完8局維持0比0。最後運動家靠著沃特在9局下面對瑞克·波瑟羅擊出再見安打而贏球。
2014年3月29日，沃特被下放至3A。4月8日，他因傷而進入傷兵名單。6月1日，球隊因為布蘭登·莫斯和喬希·雷迪克受傷而將沃特拉上大聯盟。該年他打擊率3成64，3轟19分打點。
2016年，他的打擊率為2成51。滾飛比0.73為美聯最低。他的阻殺率僅20%。2017年，他的打擊率下滑至2成17。球隊也在6月22日將他給指定派遣。

### 密爾瓦基釀酒人
2017年6月25日，沃特加入釀酒人。他在釀酒人隊出賽81場，打擊率2成54，長打率5成08。他整年打擊率為2成33，阻殺率為14%。
2018年2月底，沃特因為肩膀受傷而錯過開季。最後他動了手術整季報銷。11月1日，他成為自由球員。

### 舊金山巨人
2019年2月11日，沃特與巨人隊簽下小聯盟約，並獲邀參加春訓。5月1日，巨人隊買下沃特的合約，讓沃特正式加入巨人隊的25人名單內。

## 執教成績
| 球隊     | 年度     | 正規賽 | 正規賽 | 正規賽 | 正規賽      | 季後賽 | 季後賽 | 季後賽 | 季後賽                     |
| 球隊     | 年度     | 勝     | 敗     | 勝率   | 排名        | 勝     | 敗     | 勝率   | 備註                       |
| -------- | -------- | ------ | ------ | ------ | ----------- | ------ | ------ | ------ | -------------------------- |
| 守護者   | 2024年   | 93     | 68     | .578   | 美聯中區第1 | 4      | 6      | .400   | 美聯冠軍賽落敗（輸給洋基） |
| 合計:1年 | 合計:1年 | 93     | 68     | .578   |             | 4      | 6      | .400   |                            |

## 外部連結
- 球員資訊和成績在MLB，ESPN，Baseball-Reference，Fangraphs（英文）
- 史蒂芬·沃特的X（前Twitter）